# Barbus tropidolepis
Barbus tropidolepis là một loài cá vây tia thuộc họ Cyprinidae.
Loài này có ở Burundi và Tanzania.
Môi trường sống tự nhiên của chúng là sông ngòi, hồ nước ngọt, đầm nước ngọt, và vùng đồng bằng nội địa.
Nó không được IUCN xem là loài bị đe dọa.